# Амба (присілок)
Амба (рос. Амба) — присілок у Коливанському районі Новосибірської області Російської Федерації.
Входить до складу муніципального утворення Скалинська сільрада. Населення становить 385 осіб (2010).

## Історія
Згідно із законом від 2 червня 2004 року органом місцевого самоврядування є Скалинська сільрада.

## Населення
| 2002 | 2007 | 2010 |
| ---- | ---- | ---- |
| 381  | ↗392 | ↘385 |